# Wolfgang Brockpähler
Wolfgang Brockpähler (* 12. April 1929 in Hettstedt; † 2. August 2014 in Münster) war ein deutscher Schriftsteller.

## Leben
Brockpähler ist in Münster aufgewachsen. Sein Vater Wilhelm Brockpähler war dort in der Geschäftsführung des Westfälischen Heimatbunds tätig.
Er studierte in Münster und Freiburg Germanistik, Geschichte, Evangelische Religion und Politik/Sozialwissenschaften. Als Student trat er 1952 dem Freiburger Wingolf bei. Nach seinem Examen war er als Gymnasiallehrer tätig. Von 1961 bis 1963 war er im Auslandsschuldienst in Windhoek (Namibia), sodann von 1964 bis 1988 in Bielefeld-Brackwede tätig. 
Brockpähler engagierte sich in der Friedensbewegung sowie für Ökologie und gegen Rassismus. Nach seiner Pensionierung verzog er zunächst nach Freiburg, wo er von 1991 bis 1996 als Sprecher des Verbandes deutscher Schriftsteller für Südbaden fungierte, kehrte aber aus familiären Gründen im Jahre 1996 nach Münster zurück. 
Wolfgang Brockpähler hatte eine ältere Schwester, Renate Brockpähler (1927–1989), die Leiterin des Westfälischen Volksliedarchivs in Münster war.

## Werke
- Das Lachen des Kleophas, Südwestafrikanische Erzählungen, Hamburg  1980
- Ich verteidige doch nur eure Freiheit. Texte gegen die Aufrüstung in Ost und West, Bielefeld 1983
- Im Innern des Molochs brennt ein Feuer, Grenzüberschreitungen zwischen erster, zweiter und dritter Welt. Kurzprosa und Gedichte mit einem Vorwort von Petra Kelly, Bielefeld 1983
- Habichtshöhe, Charakter aus der westfälischen Provinz, Warendorf 1984
- Heimatliebe, Unzeitgemäße Geschichten über Herrn Schnieder Jahn aus Ostwestfalen, München 1988
- Achtung! Autofreier Sonntag: Bitte anhalten, Theaterstück für Kinder und Erwachsene, Mülheim 1995
- Mein Bruder Ramazan, WDR Schulfunk 1995
- Das Phantombild. WDR 1995
- Abschied von Amalek, Erzählungen aus Israel/ Palästina, Ulm 1998
- Von der Sonne, die Fieber bekam. Neue Märchen für kleine und größere Leute. Mülheim 1999